# Acacia smilacifolia
Acacia smilacifolia é uma espécie de leguminosa do gênero Acacia, pertencente à família Fabaceae.